# Martín Chambi
Martín Chambi o Martín Chambi de Coaza (Puno, 5 novembre 1891 – Cusco, 13 settembre 1973) è stato un fotografo peruviano, originario del Perù meridionale.

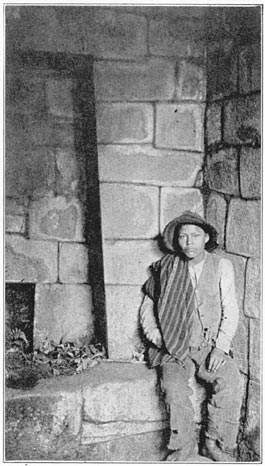
Foto scattata da Martín Chambi a Machu Picchu nel 1911.

È stato uno dei primi importanti fotografi indigeni del Sudamerica.
Riconosciuto per il profondo valore documentario, sia etnico che storico, delle sue fotografie, è stato un prolifico ritrattista delle Ande peruviane. Oltre ad essere il principale fotografo di Cusco, Chambi si occupò anche di paesaggi, fotografie che vendette principalmente nella forma di cartoline, un formato di cui fu pioniere in Perù.
Nel 1979, il MOMA di New York ospitò una restrospettiva di Chambi che più tardi venne ospitata anche in altre località ed ispirò ulteriori esposizioni internazionali del suo lavoro. 

## Biografia
Martín Chambi nacque in una famiglia contadina di lingua quechua, in una delle regioni più povere del Perù, alla fine del XIX secolo. Quando il padre andò a lavorare nella provincia di Carabaya per una miniera d'oro su un affluente del fiume Inambari, Chambi lo accompagnò.
Laggiù ebbe il suo primo contatto con la fotografia, imparando i rudimenti del mestiere dal fotografo della miniera di Santo Domingo vicino a Coza. Questo fortunato incontro gli diede le basi che gli permisero di mantenersi come fotografo professionista. Guidato dall'idea di fare il fotografo di professione, si recò nella città di Arequipa nel 1908, dove la fotografia era più sviluppata e dove vivevano fotografi che avevano avuto il tempo di sviluppare uno stile personale ed una tecnica impeccabile.
Chambi inizialmente lavorò come apprendista nello studio di Max T. Vargas, ma dopo nove anni decise di aprire uno studio a Sicuani nel 1917, anno in cui pubblicò le sue prime cartoline. Nel 1923 si spostò a Cusco ed aprì un nuovo studio, occupandosi di fotografare sia figure della società che la gente comune, in particolare i quechua del posto. Durante la sua carriera Chambi viaggiò lungamente sulle Ande, fotografando paesaggi, rovine Inca e persone locali.